# Parageron volkovitshi
Parageron volkovitshi är en tvåvingeart som beskrevs av Zaitzev 1996. Parageron volkovitshi ingår i släktet Parageron och familjen svävflugor. Inga underarter finns listade i Catalogue of Life.